# Ulica Jana Rosoła w Warszawie
Ulica Jana Rosoła – ulica w warszawskiej dzielnicy Ursynów.

## Opis
Ulica biegnie od skrzyżowania z al. Jana Rodowicza „Anody” i ul. Jana Ciszewskiego do ul. Wąwozowej, gdzie przechodzi w ul. Relaksową. Na całej długości ulicy biegnie ścieżka rowerowa.
Ulica nosi imię działacza socjalistycznego Jana Rosoła. Nazwę nadano w marcu 1975.
Na posesjach nr 19 i 22 rosną dęby szypułkowe, będące pomnikami przyrody.

## Ważniejsze obiekty
- Kolegium Europejskie Natolin (ul. Nowoursynowska 84)
- Aleja Kasztanowa